# Evgeniy Borisov
Evgeniy Borisov (né le 7 mars 1984) est un athlète russe spécialiste du 60 et du 110 mètres haies.

## Biographie
Vainqueur du 60 m haies de la Coupe d'Europe d'athlétisme en salle 2008, il remporte quelques jours plus tard la médaille de bronze des Championnats du monde en salle de Valence, réalisant le même temps que le Letton Stanislavs Olijars (7 s 60). En 2009, il se classe cinquième des Championnats d'Europe en salle et est éliminé en demi-finale des mondiaux de Berlin.

### Palmarès
| Année | Compétition                         | Lieu    | Résultat | Épreuve    | Temps  |
| ----- | ----------------------------------- | ------- | -------- | ---------- | ------ |
| 2008  | Coupe d'Europe des nations en salle | Moscou  | 1er      | 60 m haies | 7 s 44 |
| 2008  | Championnats du monde en salle      | Valence | 3e       | 60 m haies | 7 s 60 |
| 2009  | Championnats d'Europe en salle      | Turin   | 5e       | 60 m haies | 7 s 64 |
| 2010  | Championnats du monde en salle      | Doha    | 4e       | 60 m haies | 7 s 51 |
| 2011  | Championnats d'Europe en salle      | Paris   | 7e       | 60 m haies | 7 s 65 |

### Records personnels
- 60 m haies : 7 s 44 (Moscou, 16/02/2008)
- 110 m haies : 13 s 55 (Moscou, 10/07/2008)